# انجمن ملی ناشران موسیقی
انجمن ملی ناشران موسیقی (انگلیسی: National Music Publishers' Association) (ان‌ام‌پی‌اِی) یک انجمن تجاری برای صنعت نشر موسیقی در آمریکا است. در سال ۱۹۱۷ تشکیل شد، ان‌ام‌پی‌اِی نمایندهٔ ناشرهای موسیقی آمریکایی و شرکای ترانه‌سرایی آن‌ها است.